# Томбола (филм)
Томбола је југословенски телевизијски филм из 1985. године. Режију је урадио Драгослав Лазић, док је сценарио написао Владимир Марковић. 

## Улоге
| Глумац                    | Улога                          |
| ------------------------- | ------------------------------ |
| Бранислав Лечић           | Душан „Томбола“                |
| Драган Зарић              | „Кифла“                        |
| Мирјана Карановић         | Олга, Душанова жена            |
| Весна Чипчић              | Ружа                           |
| Миленко Заблаћански       | Ћоша                           |
| Јован Јанићијевић Бурдуш  | Мишовић, психолог              |
| Данило Чолић              | Црни, директор фабрике         |
| Иван Јагодић              | Председник боксерског клуба    |
| Предраг Стојановић        | Гане, радник томболе           |
| Ратко Танкосић            | Лаца, радник томболе           |
| Душан Вујновић            | Радник томболе са шеширом      |
| Мирослав Дуда Радивојевић | Чика Мика, играч томболе       |
| Ратко Сарић               | Ћосин отац                     |
| Мишка Јанковић            | Роксанда, Кифлина жена         |
| Миленко Павлов            | Продавац ћебади                |
| Ненад Ненадовић           | Препродавац ћебади             |
| Иван Шебаљ                | Бојан, Олгин швалер            |
| Богдан Јакуш              | Играч томболе који продаје сат |
| Ванеса Ојданић            | Ружина пријатељица             |
| Јасмина Меденица          | Циганска певачица              |
| Милка Буљугић             |                                |
| Драган Динић              |                                |
| Гарип Амети               | Добитник томболе               |